# Ext
ext、extended file system または ext1 は1992年4月に開発され、明確に Linux オペレーティングシステム向けに作成された最初のファイルシステムである。
ext1 は Minixファイルシステム のある制限を克服するため Rémy Card によって設計された。
ext1 は最初の extended file system である。ext1 は ext2 と xiafs の両方に取って代わられ、二つのファイルシステム間で競争があり、長い間実行できるため ext2 が勝利した。
Linux カーネル 2.1.21 で xiafs と共に削除された。

## 他の extended file system
extended file system 群には他のメンバーがある。
- ext2、二番目の extended file system
- ext3、三番目の extended file system
- ext4、四番目の extended file system